# Eriachne aristidea
Eriachne aristidea är en gräsart som beskrevs av Ferdinand von Mueller. Eriachne aristidea ingår i släktet Eriachne och familjen gräs. Inga underarter finns listade i Catalogue of Life.

## Bildgalleri

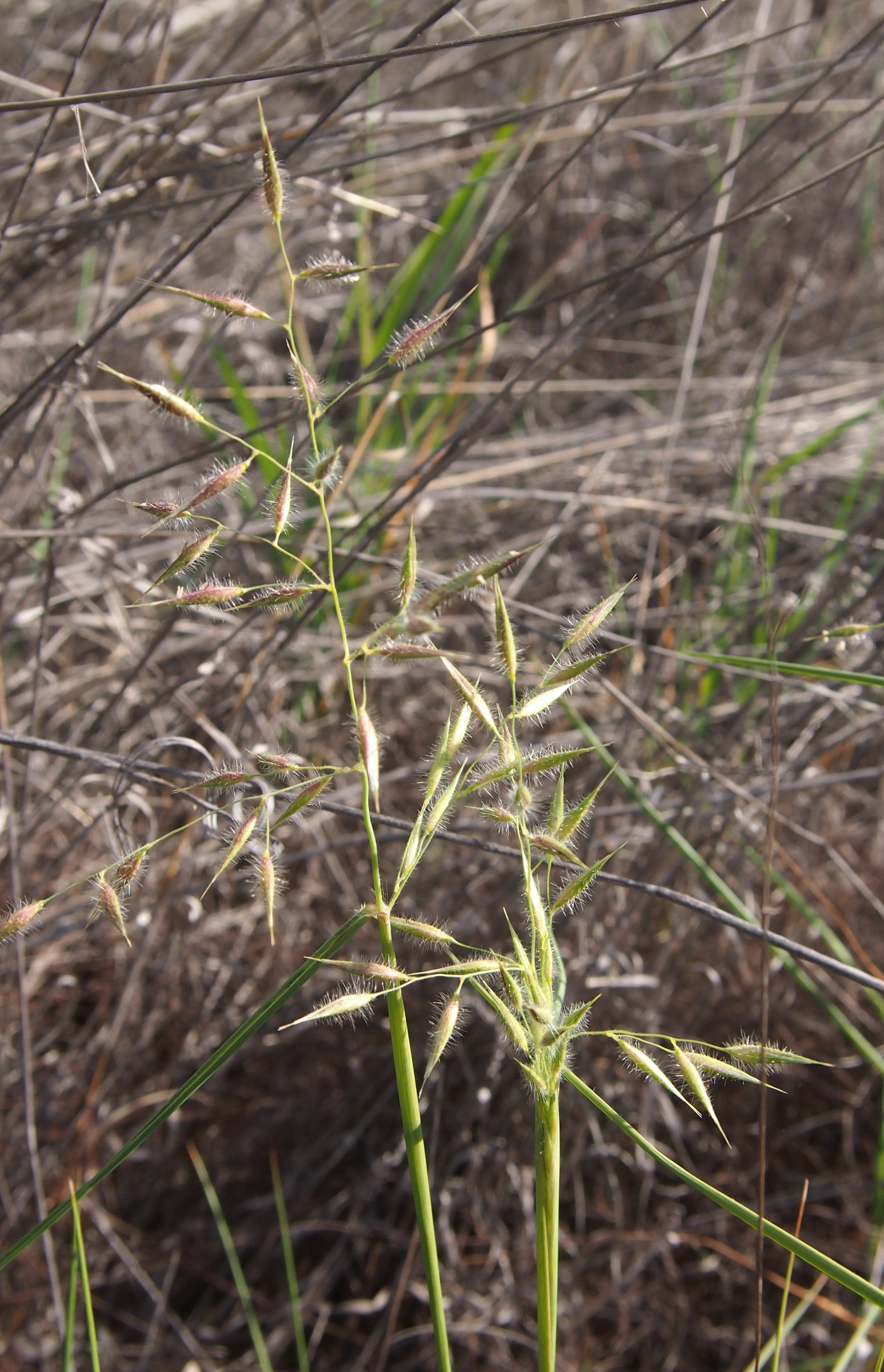